# Neapolis Mugnano
Pour les articles homonymes, voir Neapolis et Mugnano.
Maillots
Le Football Club Neapolis Mugnano était un club de football de la ville Mugnano di Napoli, dans la province de Naples, en Campanie.

## Historique
Fondé en 1936, le club a porté le nom de Football Club Sangiuseppese quand il jouait à San Giuseppe Vesuviano.
En 2006, à la suite de la faillite de la société, il fut tenté en vain un changement de nom en Sporting Neapolis avec siège à Naples. Deux ans après, la Ligue a autorisé le changement de nom et le droit de jouer à Mugnano.